# Galatska vojna
Galatska vojna je bila vojna, ki se je bila leta 189 pr. n. št. med galatskimi Galci in Rimsko republiko, ki jo je podpirala njena zaveznica Pergamon. Vojna se je bila v Galatiji v osrednji Mali Aziji (današnja Turčija). Rimljani so pravkar premagali Selevkide v rimsko-selevkidski vojni in so bili sredi sklepanja pogodbe z njimi.
Rimljani so nato svojo pozornost usmerili na galska plemena Galatije, ki so bila znana po pogostih napadih na druga mesta v Mali Aziji in po posedovanju veliko plena. Starodavni zgodovinarji so zabeležili, da je Gnaeus Manlius Vulso, konzul, upravičil invazijo z besedami, da je bila to povračilo za Galate, ki so med vojno dobavljali čete Selevkidom in da se je Vulso lotil te kampanje brez dovoljenja rimskega senata. Vendar pa sodobni zgodovinarji trdijo, da je imela vojna bodisi prikrito bodisi tiho odobritev senata.
Skupaj s četami iz Pergama so Rimljani prodrli v notranjost, izogibali so se mestom, ki so jih držali Selevkidi in napadali tista, ki se niso formalno povezala z njimi. Sodobni zgodovinarji trdijo, da je bil ta ukrep sprejet za ohranitev rimsko-selevkidskega premirja, hkrati pa je oslabil potencialne selevkidske zaveznike. Rimska vojska je nato prodrla proti jugu, verjetno da bi prejela zaloge z rimskih ladij v pristanišču Attalia (današnja Antalya). Nato so prodrli proti severu in neuspešno poskušali pogajati z Galati. Rimljani so premagali Galate v bitki na gori Olimp, za katero se domneva, da je bodisi Çile Dağı, hrib med Gordionom in Ancyro ali Alis Daği v severni Galatiji, na meji z Bitinijo. Rimljani so nato premagali večji galatski kontingent na hribu blizu Ancyre (današnja Ankara v Turčiji).
Ti porazi so prisilili Galate, da so prosili za mir, Rimljani pa so se vrnili na obalo Male Azije, kjer je Vulso sklenil Apamejski sporazum s Selevkidi. Ozemlja, skozi katera je rimska vojska prodrla med to kampanjo, so bila prenesena od Selevkidov bodisi na Rim bodisi na njegove zaveznike, kar sodobni zgodovinarji trdijo, da je bil eden od namenov kampanje. Ko se je Vulso vrnil v Rim, je bil obtožen ogrožanja miru med Selevkidi in Rimom. Bil je oproščen in senat mu je podelil triumf. Kot rezultat kampanje so se v Rim začeli uvajati grško-azijski verski obredi in razkošje, za kar so starodavni zgodovinarji krivili moralni propad Rimske republike. Plen, ki ga je prinesel Vulso, je bil uporabljen za poplačilo rimskih davkoplačevalcev in tudi za povečane izdatke za infrastrukturo.

## Ozadje
Leta 191 pr. n. št. je Antioh III. Veliki, cesar [[selevkidsko cesarstvo|Selevkidskega cesarstva, napadel Grčijo. Rimljani so posredovali, ga premagali v bitki pri Termopilah in prisilili selevkidsko vojsko, da se je umaknila v Malo Azijo. Rimljani so zasledovali Antioha in Selevkide čez Egejsko morje; in skupaj s svojim zaveznikom, kraljem Evmenom II. iz Pergama, so odločilno premagali selevkidsko vojsko v bitki pri Magneziji leta 190 ali 189 pr. n. št. Antioh je prosil za mir in ga začel urejati s Scipionom Asiaticusom, rimskim konzulom.
Gnaeus Manlius Vulso, izvoljen za rimskega konzula za leto 189 pr. n. št. in napoten v Azijo, je prispel v Efez spomladi. Vulso je prevzel poveljstvo nad Scipionovo vojsko, ki je bila zdaj neaktivna, saj so bili Selevkidi poraženi. Poslan je bil, da sklene pogodbo, ki jo je urejal Scipion in zagotovi, da Antioh sprejme pogoje, ki so jih določili Rimljani. Vendar ni bil zadovoljen z nalogo, ki mu je bila dodeljena in je začel načrtovati novo vojno. Nagovoril je vojake, jim čestital za zmago in nato predlagal novo vojno proti Galcem iz Galatije v Mali Aziji. Izgovor, ki ga je uporabil za invazijo je bil, da so Galati oskrbovali selevkidsko vojsko z vojaki v bitki pri Magneziji. Zgodovinarji so navedli starorimskega zgodovinarja Livija, da bi trdili, da je bil glavni razlog za invazijo Vulsova želja po zasegu bogastva Galatov, ki so obogateli z ropanjem svojih sosedov in po pridobitvi slave zase.
V Rimskem senatu je bil vložen predlog za zmanjšanje velikosti Vulsove vojske, vendar ni bil sprejet. Trije sodobni zgodovinarji so tako trdili, da se je senat zavedal verjetnosti vojne z Galati in da je dovolil nadaljnjo napotitev vojske bodisi za uravnoteženje Selevkidov bodisi za zapolnitev vakuuma moči, ki je nastal po njihovem porazu. Zgodovinarka Esther V. Hansen trdi, da je senat slišal predstavitve proti Galatom tako od kralja Pergamona kot od grških mest v Mali Aziji in da je vojsko obdržal nameščeno v Mali Aziji, da bi se spopadel z Galati. Za velikost te vojske zgodovinar John D. Grainger pride do možnega razpona od 30 do 35 tisoč vojakov skupaj, vključno s tistimi, ki so jih postavili zavezniki.
To je bila prva vojna, ki jo je začel rimski general brez dovoljenja senata ali ljudstva. Vulso je začel svoje priprave na vojno tako, da je poklical Pergamonce na pomoč. Ker je bil kralj Pergamona, Evmen II., takrat v Rimu, je njegov brat in regent Atal II. Filadelf prevzel poveljstvo nad pergamsko vojsko. Nekaj dni kasneje se je pridružil rimski vojski z 1.000 pešaki in 500 konjeniki.

## Pohod v notranjost
Združena rimsko-pergamska vojska je začela svoj pohod iz Efeza. Napredovali so v notranjost, mimo [agnezije ob Meandru in mesta Alabanda, kjer so se jim pridružili 1.000 pešakov in 300 konjenikov pod vodstvom Atalovega brata, Ateneja. Nato so se odpravili v Antiohijo ob Meandru, kjer so se srečali z Antiohovim sinom, Selevkom IV. Filopatorjem, ki je ponudil zaloge hrane kot del pogodbe, ki se je sklepala. Vojska je nato prečkala gorate regije Karije, Frigije in Pizidije. Vojska je prečkala ali se utaborila v mestih, kot so Gordiu Teichos,[Tabae in Eriza. Grainger ugotavlja, da so bila ta mesta razmeroma revnejša od tistih neposredno na severu: Afrodizija, Herakleja pri Latmosu,[Apolonija (Pizidija) in Temisonij; trdi, da se Vulso ni odločil iti skozi ta bogatejša mesta, ker so jih utrdili Selevkidi in bi napad nanje lahko sprožil novo vojno. Grainger nadalje trdi, da je bil Vulsov glavni namen v tej kampanji oslabiti selevkidske zaveznike, ne pa pleniti.
Vojska je nato napredovala na ozemlje Kibire, ki mu je vladal Moagetes, za katerega Livij pravi, da je bil tiran. Moagetes je prepričal Vulsa, naj sprejme 100 talentov srebra kot odškodnino in obljubil, da mu bo priskrbel 10.000 medimnov (51.84 litrov) pšenice. Vulso je nato prečkal reko Caularis, jezero Cabalitis (jezero Söğüt) in prispel v Madamprum/Mandropolis. Vojska je oplenila Laco/Lagon (Lagbe), nato prečkala reko Cobulatus/Colobatus (zgornji Istanos Çay), kjer so ga pričakali ambasadorji iz Sindea, mesta v Pizidiji. Ambasadorji so prosili za pomoč v boju proti mestu Termessos, ki je zavzelo vso njihovo deželo razen prestolnice. Konzul je sprejel njihovo prošnjo. Vstopil je na termessijsko ozemlje, kar je Termessijcem omogočilo, da se pridružijo njegovi zvezi za petdeset talentov in da se umaknejo z sindijskega ozemlja.
Vulso je dva dni marširal preko Pogla in Andeda, da bi zavzel mesto Cormasa v Pizidiji in tam zasegel velik plen. Arheolog George Ewart Bean je domneval, da je bila Cormasa sodobna vas Eğnes blizu Burdurja, medtem ko je zgodovinar Alan S. Hall domneval, da se je nahajala vzhodno od reke Lysis, ki je bila triangulirana blizu sodobnega Çeltikçija. Grainger ugotavlja, da Vulso ni v celoti vstopil v Pamfilijo in se je namesto tega odločil potovati proti severu. Prešel je Xyline Come in Darsa, nato zavzel mesto Lysinoe, preden je sprejel davek petdesetih talentov in 20.000 medimnov ječmena in pšenice od mesta Sagalassus. Grainger trdi, da je bilo 275 talentov srebra in 60.000 medimnov žita minimalni skupni plen med pohodi, pri čemer je bila hrana zadostna za 41 dni za približno 35.000 vojakov. Ugotavlja, da je Vulso od selevkidskih zaveznikov iztržil znatno količino denarja in hrane, s čimer je zmanjšal vire, ki bi jih ti lahko zagotovili Selevkidom za novo vojno.
Konzul je prispel do Rhotrinskih vrelcev in ponovno ga je srečal Selevk, ki je ranjene in bolne Rimljane vzel s seboj v Apameo (Frigija) in Rimljanom priskrbel nekaj vodnikov. Vulso se je, tako kot med prejšnjimi pohodi, izogibal mestom pod nadzorom Selevkido, in sicer Seleuciji Sidera, Apolloniji, Lysias, Frigija in Dokimeionu. Rimljani so namesto tega korakali od Acoridos Come do Metropolisa (južna Frigija), nato do Synnade in končno do Beudosa. Grainger trdi, da vodniki, ki jih je priskrbel Selevk, niso pomagali Rimljanom pri navigaciji, temveč pri varnem prehodu. Rimljani so mesta na svoji poti našli zapuščena; Livij pravi, da je bilo to zaradi strahu pred Rimljani, medtem ko Grainger trdi, da bi to lahko bil selevkidski ukrep za preprečitev spopadov in s tem zaščito premirja.
Kmalu so prispeli na mejo s Tolistobogii, enim od treh galatskih plemen. Konzul je sklical zbor in nagovoril svoje čete o prihajajoči vojni. Vulso je nato poslal odposlance k Eposognatu, poglavarju dela Tolistobogijev in edinemu poglavarju, ki je bil prijatelj s Pergamom. Bil je edini galatski poglavar, ki se ni odločil za zavezništvo s Selevkidi in jim ni poslal vojakov. Eposognat ni imel moči nad vsemi člani Tolistobogijev, ker Galati niso bili enotna politična entiteta, njihova plemena in poglavarji so lahko delovali neodvisno. Odposlanci so se vrnili in odgovorili, da je poglavar Tolistobogijev prosil Rimljane, naj ne vdrejo na njegovo ozemlje. Trdil je tudi, da bo poskušal pogajati o predaji drugih poglavarjev.
Vojska je korakala globlje v notranjost od reke Alander in se utaboril blizu galatske trdnjave Cuballum/Caballum, kjer je Vulso zajel domnevno galatski oppidum. Medtem ko so bili tam, je galatska konjenica napadla predhodnico vojske, jo pognala nazaj proti rimskemu taboru in povzročila znatne žrtve. Rimska konjenica je izvedla protinapad s katerim so morda razbili njihove formacije in pognala Galate nazaj. Galatski napad je bil morda namenjen izvidovanju. Vulso je nato prispel v Abbassus, na mejo galatskih dežel; tam je začel pogajanja z Eposognatom, poglavarjem Tolistobogijev. Medtem sta Vulso in njegova vojska v petih dneh prečkala Axylon, območje brez dreves. Zgradil je most čez Sangarius River in prečkal na njegov severni breg, kjer so ga srečali duhovniki iz Pessinusa in mu prerokovali zmago.

## Bitka pri gori Olimp
Naslednji dan so Rimljani in Pergamci prispeli v mesto Gordion in ga našli zapuščenega; kljub temu so ga uničili. Medtem, ko so bili tam utaborjeni, so prejeli sporočilo, ki ga je poslal Eposognat. Sporočilo je poročalo, da Eposognatu ni uspelo prepričati Galatov, naj ne napadejo in da se zbirajo v bližnjih gorah. Tolistobogi in Trocmi, slednji pod poveljstvom svojega poglavarja Gaulota, so zasedli goro Olimp; medtem ko so Tectosagi zasedli drugo goro. Te informacije so bile prejete iz Oroande, frigijske vasi v regiji; Oroanda naj bi se nahajala na jugozahodnem bregu jezera Trogitis, današnjega jezera Suğla. Lokacija gore Olimp naj bi bila bodisi Çile Dağı, hrib med Gordionom in Ankaro; ali Alis Daği v severni Galatiji, na meji z Bitinijo. Na gori Olimp so se Galati utrdili z jarkom in drugimi obrambnimi deli. Prva dva dni po prihodu so Rimljani izvidovali gore. Med prvo rimsko patruljo so jih napadli galatski konjeniki. Slednjih je bilo dvakrat več kot rimske konjenice, ki je varovala patruljo in Rimljani so bili potisnjeni nazaj v svoj tabor. Galati so razporedili okoli 4.000 vojakov, da bi zadržali hrib, ki je gledal na pot do gore Olimp.
Tretji dan so Rimljani napadli galatski položaj s svojo lahko pehoto iz Trakije in Trallije. Rimski pomožni lokostrelci, pračarji in metalci kopij so povzročili velike izgube slabo oklepljenim Galatom, medtem ko so tiste, ki so poskušali vstopiti v bližnji boj, premagali superiorno orožje in oklep rimskih velitov. Ko so rimski legionarji končno zavzeli galatski tabor, so branilci pobegnili po gorah; mnogi so padli s pečin ali podlegli napadom rimske zavezniške konjenice v vznožju. Livijevo besedilo navaja, da so Galati v tej bitki izgubili 40.000 ljudi, bodisi ubitih bodisi ujetih. Grainger ugotavlja, da je Livij dvomil v te številke, Grainger sam jih šteje za pretirane. Rimska enota je prispela v tabor po bitki, da bi pobrala plen.

## Bitka pri Ankari
Po rimski zmagi na gori Olimp so Tektosagi pod poveljstvom svojega poglavarja Komboiomarosa prosili za srečanje z Vulsom na pol poti med njunim taborom in Ankaro. Glavni cilj konference za Tektosage je bil odložiti rimski napad, da bi se njihove ženske in otroci lahko umaknili čezreko Halys. Njihov drugi cilj je bil umoriti Vulsa na konferenci. Na poti na konferenco so Rimljani videli galatsko konjenico, ki je štela okoli 1.000 vojakov, kako jih napada. V spopadu, ki je sledil, so Galati premagali Vulsovo konjeniško spremstvo 500 mož. Vendar so bili odgnani, ko je prispela konjenica, ki je štela okoli 600 vojakov in je spremljala rimske nabiralce hrane ter prisilila Galate k umiku.
Rimljani so naslednja dva dni izvidovali okolico in tretji dan so se srečali z galatsko vojsko, ki je štela od približno 50.000 do več kot 60.000 mož; Grainger je skeptičen glede te številke. Galatska konjenica je bila razporejena na bokih, vendar je bila uporabljena kot pehota. Rimljani so začeli bitko z ponovnim napadom s svojo lahko pehoto. Galačani so bili ponovno napadeni z orožjem dolgega dosega; galatski center se je zlomil ob prvem napadu legij in pobegnil v svoj tabor. Krila so se držala dlje, a so bila sčasoma prisiljena k umiku. Rimljani so jih zasledovali in oplenili galatski tabor, medtem ko so preživeli Galati pobegnili čez reko, da bi se pridružili ženskam, otrokom in Trokmom, zbranimi čez reko Halys. Ubitih je bilo osem tisoč Galatov, neznano število pa jih je bilo ujetih. Lokacija gore Magaba, kjer se je odvijala ta bitka, naj bi bila Elmadağ, hrib okoli 10 mi (16 km) vzhodno od današnje Ankare.

## Posledice
Ta dva pomembna vojaška poraza sta prisilila Galate, da so prosili za mir. Ta kampanja je močno obogatila Vulsa in njegove rimske legije, saj so Galati zbrali veliko bogastvo s svojimi številnimi osvajanji v Mali Aziji. Galati so poslali odposlance k Vulsu, prosili za mir, a ker se je bližala zima, se je vrnil v Efez. Vulso je ostal v Mali Aziji še eno leto. V tem času je sklenil Apamejski sporazum z Antiohom in razdelil ozemlja ob obali Male Azije med Pergam in Rodosom. Ko so prišli galatski odposlanci, jim je Vulso povedal, da jim bo kralj Eumen II. iz Pergama določil pogoje miru, ko se bo vrnil iz Rima. Pogoji, dani Galatom v Lampsaku so bili, da prenehajo z napadi in ostanejo omejeni znotraj svojih ozemelj, vendar niso bili pod rimsko ali zavezniško kontrolo in so ostali svobodni. Odposlanci iz grških mest v Mali Aziji so prišli čestitat Vulsu za njegovo zmago proti Galcem. Odposlanci so obiskali Vulsa pozimi leta 189 ali 188 pr. n. št. in mu podarili 212 zlatih vencev.
Chiomara je bila žena Ortiagona, galatskega poglavarja. Po vojni so jo ujeli Rimljani in posilil jo je centurion. Ko jo je vrnil Galatom za odkupnino, je signalizirala enemu od svojih pripadnikov plemena, ki je nato ubil centuriona. Chiomara je nato dala glavo centuriona svojemu možu kot dokaz svojega maščevanja. Zgodovinar Polibij je bil nad njo zelo navdušen in se je z njo pogovarjal v Sardah; zgodovinar Plutarh je to zgodbo tudi opisal v svojem eseju z naslovom Pogum žensk.
Vulso je začel svojo povratno pot v Rim leta 188 pr. n. št. in prispel leta 187 pr. n. št. Vrnil se je preko Trakije, Makedonije, Tesalije in Epira. Na povratni poti so ga dvakrat napadli tračanski tatovi. Prvi napad je bil v Cipselli (zdaj İpsala), kjer je sredino Vulsove kolone napadlo 10.000 Tračanov, ko je rimska predhodnica že prešla tračansko pozicijo in zaščitnica še ni prišla v njihov vidni doseg. Drugi napad Tračanov je bil v Tempyri v južni Trakiji, kjer so bili napadalci Trausi/Thrausi, tračansko pleme. Tračani so ukradli neznano, a pomembno količino plena, ubitih pa je bilo neznano število Vulsovih mož, vključno s Kvintom Minucijem Termom, komisarjem, poslanim za svetovanje o Apamejskem sporazumu.
Ko se je Vulso vrnil v Rim, je bil deležen številnih kritik zaradi svoje nepooblaščene vojne proti Galatom. Vendar je sčasoma premagal nasprotovanje in senat mu je podelil triumf, kjer je predlog za odobritev triumfa prešel z veliko večino. Na triumfu je bilo v verigah razstavljenih najmanj 52 galatskih poglavarjev. Vsi vojaki vojske so prejeli 168 sestercev (kar je enako 42 denarijem) vsak iz vojnega plena, častniki so prejeli dvakrat toliko, konjeniki pa trikrat toliko. Plen, ki ga je Vulso prinesel v Rim, je rimski senat uporabil za poplačilo dolgov, ki so nastali med drugo punsko vojno. Državljani so bili plačani prek senatus consultum, resolucije rimskega senata. Legionarji Vulsove vojske, ki so šteli okoli 10.000 mož, so prejeli drugi stipendium.
Plen iz te kampanje, ki je bil razstavljen na Vulsovem triumfu, je vključeval 2400 stotov zlatih kron, 220.000 stotov srebra, 2103 stotov zlata, 127.000 atenskih tetradrahm, 16.320 zlatih filipikov in 250.000 atalidskih kovancev. Plen, vzet med to kampanjo, je bil tako velik, da ga vse rimske ladje na anatolski obali niso mogle prepeljati; Atenej je moral zagotoviti pergameško floto za prevoz preostanka. Zaradi kampanje in njenega plena so se v Rimu začeli uvajati grško-azijski rituali in razkošje. Tit Livij in drugi starodavni zgodovinarji so te vplive krivili za moralni propad Rimske republike. Livij je o triumfu in njegovih posledicah opazil naslednje:
To so bili možje, ki so prvi prinesli v Rim bronaste kavče, drago posteljnino, tapiserije .... Takrat so se na večerjah začela pojavljati dekleta, ki so igrala harfe in lutnje ... in takrat je kuhar začel biti cenjena lastnina. Zgodovinar Philip Kay trdi, da je plen, ki ga je prinesel Manlij, prispeval k in poganjal povečano porabo za infrastrukturo, zlasti s strani cenzorjev leta 184, 179 in 174 pr. n. št. Nekateri projekti, ki jih je poimenoval Kay, so novo pristanišče in komercialna infrastruktura v Rimu v poznih 190-ih pr. n. št.; preureditev rimskega kanalizacijskega sistema (Cloaca Maxima) s skupnimi stroški 6 milijonov denarijev; gradnja in obnova cest v Italiji;in gradnjo velikih struktur, kot so Bazilika Porcia, Pons Aemilius, Bazilika Emilija in Macellum na neimenovani lokaciji leta 179 pr. n. št., med drugim.

## Analiza

### Strategija in vojskovanje
Zgodovinarja John D. Grainger in Nels W. Førde trdita, da je večina zgodovinarjev sprejela Livijevo poročilo o vojni brez kritične analize. Grainger poudarja, da je Livij svoje poročilo o vojni v 38. knjigi navedel Luciju Furiju Purpureu in Luciju Emiliju Pavlu Makedonskemu, ki sta bila oba politična sovražnika Vulsa. Vendar pa je Livij navedel tudi gradivo Kvinta Klavdija Kvadrigarija, ki je veljal za pro-Vulsovega zgodovinarja. Za 39. knjigo, ki obravnava triumf, ki ga je praznoval Vulso, se domneva, da je bila vir Valerij Antias, anti-Vulsov zgodovinar. Grainger tudi trdi, da je Livij najverjetneje precenil število galatskih borcev. Trdi, da je bil Vulso poslan napasti Galačane le kot krinka in da je bil dejanski namen uporaba prisotnosti rimskih čet na selevkidskih ozemljih za pridobitev teh ozemelj za Rim in zaveznike. Grainger nadalje trdi, da je imel Vulso pooblastila za pogajanja z Galačani in vsemi drugimi kraljestvi vzhodno od gorovja Taurus, česar ne bi imel brez odobritve senata.
Livij je pisal o skupno 4.000 vojakih, ki sta jih razporedila Morzij (princ Paflagonije) in kralj Ariarat IV. Kapadoški, ki so bili prisotni blizu Ankire. Grainger trdi, da bi te sile, zavezniki Galačanov in Selevkidov, lahko Rimljane potegnile v vojno globlje v selevkidska notranja ozemlja, kjer bi se težko branili pred napadom Selevkidov in njihovih zaveznikov. Grainger nadalje trdi, da se je Vulso šele po sklenjenem miru s Selevkidi umaknil s svojega položaja blizu Galatije, kjer bi lahko izvedel bočni manever na morebitne selevkidske okrepitve ali vojske, ki bi prispele iz Sirije. Zgodovinar Felix Stähelin ugotavlja, da so Rodijci sumili, da je bila vojna z Galačani delno izvedena v korist Atalidov. Ugotavlja, da je Hanibal Rodijcem poslal brošuro v ta namen, morda da bi jih spodbudil proti Rimu.
Grainger navaja, da so Galačani sledili načrtom in da so njihovi poveljniki ohranili nadzor med obema bitkama. Navaja Livija, ki je opazil, da so se Galačani popolnoma zanašali na pasivno obrambo pred morebitnim obleganjem, vendar se niso oborožili z daljinskimi balističnimi orožji. Grainger ugotavlja, da je bila njihova konjenica zelo učinkovita, vendar so jo v Ankiri zmotno uporabili kot pehoto. Grainger trdi, da je bila strategija Galačanov zadržati rimsko vojsko v bližini njihovih gorskih trdnjav do prihoda zime, ko bi bili odrezani. Vendar pa piše, da so bili Galačani bodisi nesposobni bodisi nevedni glede vojaške taktike in orožja, ki so se takrat uporabljala. Opaža, da so se Galačani odločili za gorsko vojskovanje, čeprav bi se njihova konjenica lahko učinkoviteje uporabila na odprtih poljih. Te opazke uporablja za trditev, da so se Galačani odpovedali pogostim napadom, po katerih so bili znani.
Zgodovinar Karl Strobel pa trdi, da so Galačani ponovno začeli z napadi v Mali Aziji v začetku 2. stoletja pr. n. št. . Prav tako trdi, da so bile Vulsove zmage pretirane v antični in sodobni literaturi. Zgodovinar Heinz Heinen trdi, da je Vulsova kampanja zaključila dolg zgodovinski proces omejevanja Galatov na Galatijo; njihove prve naselbine v Mali Aziji so bile v obalnih regijah. Strobel pa trdi, da so se Galati verjetno naselili v Galatiji po lastni volji. Heinen prav tako trdi, da je Vulsova kampanja končala "veliko dobo keltskih najemnikov".
Zgodovinar Bernhard Kremer trdi, da je Vulso že ocenil, da se bodo Galati izognili odločilni bitki in se namesto tega umaknili v hribe. Kremer ugotavlja, kako je Manlij pred bitko svojim vojakom povedal o nizki vzdržljivosti Galatov in kako jih je mogoče premagati, če se njihovi začetni energični napadi odbijejo. Kremer trdi, da je Vulso vedel, kako so se Galati borili, ker se je njegov prednik Zitus Manlius Torquatus (konzul 235 pr. n. št.) že boril z njimi. Kremer ugotavlja Livijeve izjave, da so bili galatski meči preveliki za boj od blizu in njihovi ščiti premajhni, da bi pokrili njihova velika telesa.

### Logistika in finance
Livij ugotavlja, da je po pohodu iz Antiohije rimska zavezniška vojska potrebovala tri dni, da je prehodila razdaljo 20 rimskih milj, kar je tempo 6 in 1/3 milje na dan. Livij navaja, da je vojska hodila s hitrostjo pet milj na dan od Acoridos Come do Beudosa. Grainger trdi, da je to verjetno podcenjevanje; vojska je prehodila 50 milj med obema mestoma v štirih dneh, nato pa je prehodila 48 milj v naslednjih treh dneh. To je razdalja 98 milj, prehojena v sedmih dneh, s povprečnim tempom 14 milj na dan.
Arheolog George Ewart Bean navaja britanskega arheologa Williama Mitchella Ramsaya za ponovno sledenje Vulsove poti; oba sta potovala skozi sodobne lokacije, ki ustrezajo krajem, mimo katerih je Vulso šel. Ramsay je predlagal, da je Vulso potoval iz Sinde preko Comame, Pogle in Andede, da bi dosegel Cormaso. Bean domneva, da je bila pot, ki jo je Vulso najverjetneje uporabil, preko sodobnega Ürkütlü, Bucak do Hacıbekârja, nato pa je šel proti severu, prečkal prelaz Samasbeli in dosegel višine okoli Aziziye, Burdur in Bozlar, Burdur. Bean domneva, da bi Vulso nato šel iz sodobnega Aziziyeja v dolino reke Lysis med[Kozluca, Burdur in Elmacık, Kemer in nato končno v Cormaso. Bean ugotavlja, da je ta pohod iz Ürkütlüja v Cormaso Vulsu po Liviju vzel dva dni, in da je Vulso nato šel na ozemlje Sagalassusa blizu sodobnega Düverja, Kocasinan in Yarıköya, Burdur|.
Førde trdi, da je vojska korakala proti jugu proti Termessosu, da bi prejela zaloge z rimskih ladij, ki so pristajale v pristanišču Attalia (današnja Antalya), ki so morda prevažale materiale, prejete z desetino, naloženo na rimsko Sicilijo. Trdi tudi, da je bil eden od razlogov, zakaj je vojska taborila v Abbassusu, na meji z Galatijci, ta, da bi prejela zaloge, poslane iz Attalie.
Grainger je uporabil podrobnosti, ki jih je posredoval Livij, za izračun celotnega plena, zajetega med pohodi v Mali Aziji. Vulsova razdelitev plena vojakom je bila ocenjena na 308 talentov ali 18.5 milijona denarijev, vladni delež plena po teh razdelitvah pa je bil ocenjen na 26.3 talentov zlata in 264.1 talentov srebra. Vulsov delež plena ni znan, vendar se domneva, da je bil precejšen. Vulso je moral tudi plačati enoletno dodatno plačo svoji vojski ob njihovi vrnitvi v Rim, kot je obljubil Scipio; letna plača pešaka je bila v tem obdobju 108 denarijev.
Zgodovinar Michael Taylor pride do ocene ~24 milijonov denarijev za vrednost Vulsovega plena in ~2.6 milijona denarijev za vrednost razdelitev vojakom. Taylor ocenjuje, da je preostalih 21.6 milijonov denarijev bilo razdeljenih kot povračila rimskim državljanom; formula, ki so jo uporabljali mestni kvestorji rimske vlade, je bila vračilo vsakemu assiduiu 25.5 asov za vsakih 1000 asov ocenjene vrednosti njihovega premoženja. Ta izračun je bil obrnjen, da se pride do ocene 900 milijonov denarijev za skupno vrednost premoženja, ki so ga imeli rimski davkoplačevalci.

## Notes
1. ↑  V Scipionovi vojski je bilo pred bitko pri Magneziji "3.000 pomožnih enot, ki so jih prispevali Ahajska zveza in kralj Evmen, 800 pergamskih konjenikov, 500 Trallov in Krečanov ter 2.000 makedonskih in tračanskih prostovoljcev". Grainger pravi, da je bilo v Vulsovi vojski pred začetkom kampanje lahko ~5.000 zavezniških vojakov.[12]
2. ↑  En medimnos pšenice je tehtal okoli 41 kg (90 lb).[17]
3. ↑  Verjetno reka Çavdir Çay po mnenju zgodovinarja Davida Magieja.[19]
4. ↑  En medimnos pšenice je tehtal približno 41 kg (90 lb), medtem ko je en medimnos ječmena tehtal okoli 325 kg (717 lb).[17]
5. ↑  Zgodovinar Stephen Mitchell domneva, da je lokacija Axylona bodisi "ravnina Eskişehir" ali "okrožje Haymana in osrednja planota".[41] Zgodovinar David Magie ugotavlja, da: "Kot ga uporabljajo sodobni pisci, pa Axylon označuje 'stepo', ki se razprostira od hribov severno od Lake Akşehir vzhodno do jezera Tatta in južno do Laodiceia Catacecaumene".[42]
6. ↑  Zgodovinar Stephen Mitchell ugotavlja: "40.000 po Klavdiju Antipaterju; 10.000 po običajno radodarnem Valeriju Antiasu, vendar Livij poudarja težavnost izračuna števila žrtev. Ujetnike je bilo lažje prešteti."[53]
7. ↑  Rimska milja je enakovredna približno 092 mi (148 km; 486.000 ft; 162.000 yd).[78]

## Citations
1. 1 2  Waterfield 2014, str. 135.
2. ↑  Grainger 1995, str. ;25, 29.
3. ↑  Grainger 1995, str. 28.
4. ↑  Førde 1979, str. 233, fn. 10.
5. ↑  Grainger 1995, str. 27.
6. 1 2 3  Grainger 1995, str. 33.
7. ↑  Grainger 1995, str. ;23–24.
8. 1 2 3  Hansen 1971, str. 89.
9. ↑  Grainger 1995, str. 25.
10. ↑  Menicucci 2013, str. 133.
11. 1 2  Førde 1979, str. 235.
12. 1 2  Grainger 1995, str. 26.
13. ↑  Menicucci 2013, str. ;26, 174.
14. ↑  Livy, 38.12.
15. ↑  Grainger 1995, str. 34.
16. ↑  Menicucci 2013, str. 131.
17. 1 2  Rathbone 2014, str. 291.
18. ↑  Livy, 38.14.
19. 1 2  Magie 1950, str. 1157.
20. ↑  »Cobulatus | Dictionary of Greek and Roman Geography«. Archli. Arhivirano iz spletišča dne 28. julija 2024. Pridobljeno 28. julija 2024.
21. ↑  Polybius, 21.35.
22. ↑  Grainger 1995, str. ;34–35.
23. ↑  Bean 1959, str. ;114–116.For the location of Cormasa, see pages 91–97
24. ↑  Hall 1986, str. ;141–142, fn. 5.
25. ↑  Foss, C.; Mitchell, S. (27. oktober 2017). »Lysis (river): a Pleiades place resource«. Pleiades: a gazetteer of past places (v angleščini). R. Talbert, Sean Gillies, Tom Elliott. Arhivirano iz spletišča dne 27. junija 2024. Pridobljeno 27. junija 2024.
26. 1 2  Grainger 1995, str. 35.
27. ↑  »Dictionary of Greek and Roman Geography (1854), Xanthus, Xanthus, Xyline Come«. Perseus Digital Library, Tufts University. """0064%3Aalphabetic+letter%3DX%3Aentry+group%3D1%3Aentry%3Dxyline-come-geo Arhivirano iz spletišča dne 14. maja 2024. Pridobljeno 28. julija 2024.
28. ↑  Magie 1950, str. 1158.
29. ↑  Polybius, 21.36.
30. ↑  Grainger 1995, str. ;33, 35.
31. ↑  Grainger 1995, str. 35, fn. 3.
32. ↑  Waterfield 2014, str. 138.
33. ↑  Livy, 38.15.
34. ↑  Grainger 1995, str. 36.
35. 1 2 3  Livy, 38.18.
36. ↑  Hansen 1971, str. 88.
37. ↑  Grainger 2020, str. ;159–160.
38. ↑  »Dictionary of Greek and Roman Geography (1854), Abacaenum, Alanader«. Perseus Digital Library, Tufts University. """id=alander-geo Arhivirano iz spletišča dne 19. marca 2023. Pridobljeno 28. julija 2024.
39. ↑  »Dictionary of Greek and Roman Geography (1854), Cuballum«. Perseus Digital Library, Tufts University. Arhivirano iz spletišča dne 4. januarja 2023. Pridobljeno 28. julija 2024.
40. 1 2  Grainger 2020, str. 161.
41. ↑  Mitchell 1995, str. 24, fn. 124.
42. ↑  Magie 1950, str. 1307, n. 8.
43. ↑  Mitchell 1995, str. 23.
44. ↑  Stähelin 1974, str. 53, fn. 5.
45. 1 2  Hansen 1971, str. 90.
46. 1 2  Grainger 2020, str. 162.
47. ↑  Grainger 2020, str. 160.
48. ↑  »Dictionary of Greek and Roman Geography (1854), Oroanda«. Perseus Digital Library, Tufts University. Arhivirano iz spletišča dne 6. junija 2024. Pridobljeno 8. julija 2024.
49. ↑  Ramsay, William Mitchell (1. december 1930). »Trogitis or Soghla-Göl (Marsh-Lake), also called Seidi-Sheher-Göl, Kara-Viran-Göl«. Klio. 23 (23): 98–99. doi:10.1524/klio.1930.23.23.98. ISSN 2192-7669.
50. 1 2  Darbyshire, Mitchell & Vardar 2000, str. 89, fn. 24.
51. 1 2  Montagu 2015, str. 2.1.55.
52. ↑  Darbyshire, Mitchell & Vardar 2000, str. 89.
53. ↑  Mitchell 1995, str. 24, fn. 126.
54. 1 2  Grainger 2020, str. 163.
55. ↑  Førde 1979, str. 239.
56. ↑  Stähelin 1974, str. 57.
57. 1 2 3  Montagu 2015, str. 2.1.56.
58. ↑  Grainger 2020, str. 164.
59. 1 2  Livy, 38.27.
60. 1 2  Hansen 1971, str. 91.
61. ↑  Stähelin 1974, str. 56.
62. ↑  Førde 1979, str. 240.
63. ↑  Livy, 38.37.
64. ↑  Mitchell 1995, str. 24.
65. ↑  Førde 1979, str. ;239–240.
66. ↑  Strobel 1996, str. ;109–110.
67. ↑  Rankin 2002, str. 247.
68. ↑  Menicucci 2013, str. 149.
69. ↑  Grainger 2020, str. 165.
70. ↑  Strobel 1996, str. 58, fn. 17.
71. ↑  Strobel 1996, str. 68, fn. 55.
72. 1 2  Heinen 1984, str. ;424–425.
73. ↑  Strobel 1996, str. 80.
74. ↑  Kremer 1994, str. 56.
75. ↑  Kremer 1994, str. 32.
76. ↑  Kremer 1994.
77. ↑  Kremer 1994, str. 326.
78. ↑  Frankopan & Pothecary 2024, str. xli.
79. ↑  Grainger 1995, str. ;36–37, fn. 41.
80. ↑  Hall 1986, str. ;115–116.